# Linduarte Noronha
Linduarte Noronha, né à Ferreiros (Pernambouc, Brésil) en 1930 et mort à João Pessoa (Paraíba, Brésil) le 30 janvier 2012, est un cinéaste, professeur et avocat brésilien.
Son œuvre la plus célèbre est le court métrage documentaire Aruanda, qui eut de grandes répercussions sur le cinéma brésilien, et est considéré comme le précurseur du Cinema Novo, notamment par Glauber Rocha, le représentant le plus significatif de ce courant.

## Filmographie partielle
- 1960 : Aruanda
- 1971 : O Salário da Morte (aussi scénariste)